# يوسف الجبلي
يوسف الجبلي (بالفرنسية: Youssef El Jebli)‏ مواليد 27 ديسمبر 1992 في أترخت، هو لاعب كرة قدم هولندي يلعب كصانع ألعاب.

## المسيرة الاحترافية

### أندية لعب لها
- دي غرافشاب
- نادي الفيصلي السعودي
- نادي الباطن السعودي
- نادي أحد السعودي
- نادي الحمرية الإماراتي
- نادي هجر السعودي

## روابط خارجية
- يوسف الجبلي على موقع قاعدة بيانات كرة القدم.إي يو (الإنجليزية)
- يوسف الجبلي على موقع Soccerway.com (الإنجليزية)
- يوسف الجبلي على موقع عالم كرة القدم.نت (الإنجليزية)